# هزاع سالم
هزاع سالم (عربی: هزاع سالم محمد سعيد الفارسي؛ زادهٔ ۱۹ دسامبر ۱۹۸۹) بازیکن فوتبال اهل امارات متحده عربی است.